# Gromo
Gromo – miejscowość i gmina we Włoszech, w regionie Lombardia, w prowincji Bergamo.
Według danych na styczeń 2009 gminę zamieszkiwały 1254 osoby przy gęstości zaludnienia 62,5 os./1 km².